# TV.com
TV.com fue un sitio web propiedad de CNET Networks. El sitio albergaba contenido sobre programas y canales de televisión y también información sobre radios de Estados Unidos, Reino Unido, Canadá, Australia, Japón e Irlanda. Además, ofrecía una guía de televisión, noticias, comentarios, fotos, avances y anuncios de televisión. 
El sitio era parte de CNET Networks Entertainment Family y estaba afiliado con otros sitios webs como GameFAQs, GameSpot, MP3.com y FilmSpot. 
Los usuarios contaban con una página de usuario personal en el sitio web y una lista de seguimiento. Además podían contribuir a la web mediante la adición de información sobre los últimos detalles de episodios ya emitidos. 
TV.com también proporcionaba descripciones y un listado de programas emitidos en televisión. Estas guías incluían sinopsis, notas, curiosidades, citas, etcétera. Esta información provenía de los usuarios.
En septiembre de 2020 CBS Interactive vendió CNET Networks (que incluía este portal y varios sitios web más) a Red Ventures. La transacción se completó el 30 de octubre de 2020.